# Quebrada Ana Díaz
La Quebrada Ana Díaz es una importante corriente hídrica de la ciudad de Medellín; que a su vez se constituye como la más relevante de la comuna de La América. Nace a 2550 m s. n. m. en el Alto El Astillero, tiene una longitud de 9,5 km, siendo la más larga del suroccidente de la ciudad; desemboca en la quebrada La Hueso a 1490 m s. n. m. a un costado del Velódromo Joaquín Emilio "Cochise" Rodríguez, después de atravesar sectores de Altavista, San Javier La América, y Laureles - Estadio.

## Cauce y hechos históricos
Esta quebrada está ligada al poblamiento de una de las zonas urbanas de Altavista, llamada "El Corazón" y también la comuna de La América. En la actualidad, ha sido objeto de diversos proyectos urbanos, tales como parques lineales.
El cauce de la quebrada al entrar en el perímetro urbano de la ciudad se encuentra canalizado y en algunos sectores cubierto, sin embargo en sus márgenes hay importantes zonas verdes que sirven de corredor biológico para algunas especies.
La cuenca de la quebrada Ana Díaz, limita con la de las quebradas La Hueso al norte, La Picacha al sur, Doña María al occidente y el Río Medellín al oriente. 
La quebrada Ana Díaz hacia el año 1943 se desviaba por los terrenos del actual Colegio Salazar y Herrera y seguía su recorrido hasta desembocar en La Hueso cerca al actual sector de Suramericana, luego de ese año, la quebrada en algún momento cambió de cauce para encontrarse con La Hueso aguas arriba de ese punto mencionado. Ese cambio de dirección generó que en su cauce antiguo se formara una nueva corriente hídrica llamada la quebrada La Magdalena, que actualmente corre cubierta.
Por la magnitud de su abanico aluvial, se infiere que la torrencialidad y poder erosivo de la Ana Díaz ha sido superior al de La Hueso, por lo cual está en constante monitoreo. La última creciente de la Ana Díaz en el año 2011 destruyó un tubo de acueducto e inundó varias viviendas de los Barrios El Velódromo y Estadio.

### Afluentes
Los afluentes de esta quebrada son en general cortos, se destacan las quebradas La Romedala, La Quebradita y el Zanjón La América.